# Marquesado de Perijáa
El marquesado de Perijáa  es un título nobiliario español concedido por el rey Carlos III por real decreto del 8 de agosto de 1776 y real despacho de 28 de octubre de 1776 con el vizcondado previo del Palmar a favor de José García de la Peña, sargento mayor del regimiento de caballería en la villa de Perijáa de Maracaibo, en la Provincia de Venezuela.

## Marqueses de Perijáa
|                         | Titular                                                 | Periodo                 |
| Creación por Carlos III | Creación por Carlos III                                 | Creación por Carlos III |
| ----------------------- | ------------------------------------------------------- | ----------------------- |
| I                       | José García de la Peña                                  | 1776-1790               |
| II                      | María Josefa García de la Peña y Torres                 | 1790-1842               |
| III                     | María Carlota Girón Sánchez-Pleités                     | 1842-1844               |
| IV                      | María Luisa Sánchez-Pleités García de la Peña           | 1844-1850               |
| V                       | Fernando María Nieulant Sánchez-Pleités                 | 1856-1869               |
| VI                      | María Isabel de Nieulant y Villanueva                   | 1870-1906               |
| VII                     | José Federico López Nieulant                            | 1906-1960               |
| VIII                    | José Miguel López Díaz de Tuesta                        | 1961-2010               |
| IX                      | Fernando Miguel González de Castejón y Jordán de Urríes | 2012-2022               |

## Historia de los marqueses de Perijáa
- José García de la Peña, I marqués de Perijáa[3] y sargento mayor del regimiento de caballería en la villa de Perijáa de Maracaibo, en la Provincia de Venezuela.

Casó con María Águeda de Torres y Quins. En 20 de marzo de 1790, sucedió su hija:
- María Josefa García de la Peña y Torres (Palencia, 1755-Madrid, 4 de febrero de 1842), II marquesa de Perijáa.[4][1]

Casó el 6 de mayo de 1793 con Juan Pedro Sánchez-Pleités y Hurtado de Mendoza (1766-1856), II marqués de Sotomayor, VII marqués de Gelo, XI marqués de Villamagna y caballero de la Orden de Calatrava. Sucedió su hija:
- Carlota Sánchez Pleités y García de la Peña, III marquesa de Perijáa.[1][b] En 12 de septiembre de 1844, sucedió su hermana:[1]

- María Luisa Sánchez-Pleités y García de la Peña (Aranjuez, 13 de mayo de 1796-Zaragoza, 27 de septiembre de 1850), IV marquesa de Perijáa.[1]

Casó el 3 de diciembre de 1817, en Madrid, con Luis Sebastián de Nieulant y López-Altamirano, conde de Nieulant, caballero de la Orden de Malta, gran cruz de la Real Orden Americana de Isabel la Católica, coronel de infantería, etc. Sucedió su hijo el 13 de abril de 1856:
- Fernando de Nieulant y Sánchez-Pleités (Barcelona, 1818-San Sebastián, 25 de noviembre de 1869),  V marqués de Perijáa,[1] III marqués de Sotomayor y VIII marqués de Gelo.[4]

Casó, siendo su tercer marido, con María Josefa Gayoso de los Cobos y Téllez-Girón. Sin descendencia, el 13 de abril de 1870, sucedió su sobrina:
- María Isabel de Nieulant y Villanueva (Madrid, 26 de junio de 1850-Madrid, 29 de mayo de 1915),[5] VI marquesa de Perijáa,[6] XIII condesa de Atarés, grande de España, por real carta de rehabilitación de 1884,[6] y dama noble de la Orden de María Luisa.[5]

Casó el 16 de mayo de 1870, en Madrid, con Federico López y Gaviria (1847-1903), senador del reino, consejero de estado, caballero de la Real Maestranza de Caballería de Ronda y gentilhombre de cámara. En 21 de junio de 1906 sucedió su hijo:
- José Federico López Nieulant (Madrid, 29 de julio de 1874-Madrid, 10 de julio de 1960),[5] VII marqués de Perijáa[1][6] y  XIV conde de Atarés.[6] También se desempeñó como Secretario de la Diputación Permanente y Consejo de la Grandeza de España.

Casó el 12 de junio de 1906 con María Victoria Díaz de Tuesta y García Pérez de Nanclares y Socarrás (1884-1970). En 30 de diciembre de 1961 sucedió su hijo:
- José Miguel López Díaz de Tuesta (Madrid, 27 de octubre de 1917-2010),  VIII marqués de Perijáa[7] y XV conde de Atarés.

Sin descendencia, en 8 de noviembre de 2012, sucedió su sobrino nieto:
- Fernando Miguel González de Castejón y Jordán de Urríes (Madrid, 6 de mayo de 1968-Madrid, 20 de junio de 2022[8]), IX marqués de Perijáa[9][10] y XVI conde de Atarés,[11] hijo de José Pedro González de Castejón y López de Nieulant y Díaz de Tuesta y de su esposa María Fátima Jordán de Urriés y Castelo-Branco.[9]

Actualmente el título está vacante tras el suicidio del IX marqués después de acabar con la vida de su pareja y una amiga de esta.